# Prinsengracht 657

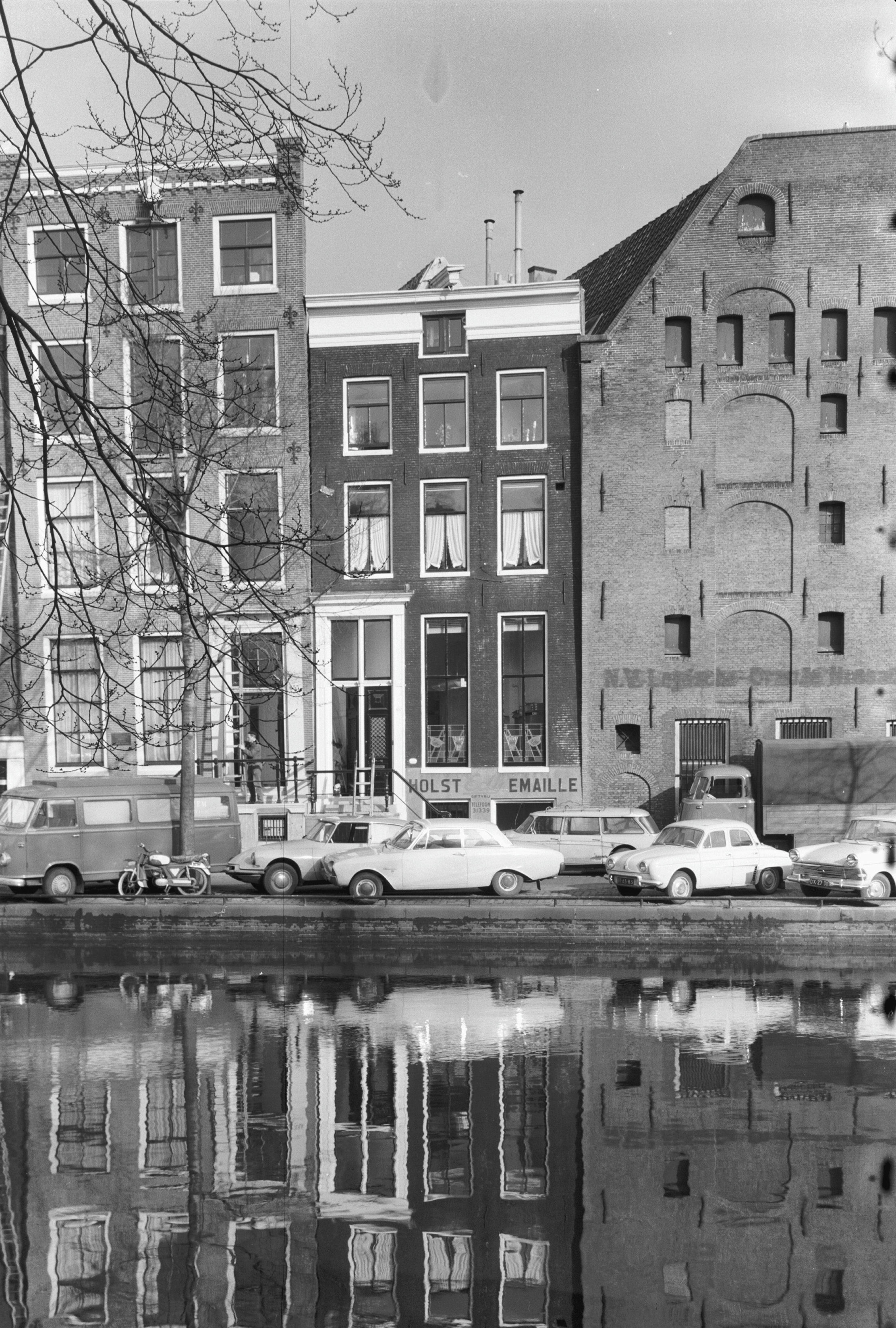
in het midden Prinsengracht 657 (1963)

Prinsengracht 657 te Amsterdam is een gebouw aan de Prinsengracht in Amsterdam-Centrum.

## Prinsengracht
De Prinsengracht werd in gedeelten aangelegd en volgebouwd in de 17e eeuw. De stad Amsterdam was toen het Singel overgestoken en voordat de Jordaan werd gebouwd, was het de buitengrens van bebouwing. Die historie houdt dan ook in dat de oorspronkelijke bebouwing (grotendeels) is afgebroken dan wel afgebrand om plaats te maken voor nieuwbouw, waarbij soms deze cyclus weer herhaald werd. Huisnummer 625 is gesitueerd aan de oostelijke gevelwand tussen de Runstraat en Leidsegracht.

## Gebouw
Waarschijnlijk viel het gebouw onder monumentenzorg. Fotograaf Gerard Drukker legde het gebouw vast in 1963 voor de Rijksdienst voor het Culturele Erfgoed. Het gebouw werd op 8 september 1970 opgenomen in het rijksmonumentenregister (4364). Het heeft daar de omschrijving:
 Pand met gevel onder rechte lijst; midden 19e eeuw 
Het gebouw begint met een souterrain, dat een ingang heeft op maaiveldniveau (vermoedelijk liep er origineel een trapje naar beneden). Voor dat souterrain voert een trap naar het bordes voor de toegangsdeur voor beletage en een deur voor de andere verdiepingen. Aan de hand van de raamrijen ziet die beletage er uitzonderlijk hoog uit, dit wordt toonbaar gemaakt door het uiterlijk; het bordes ligt lager dan bij het buurpand, maar de deurstijlen houden ook pas hoger op dan die van het buurpand. Alles wordt nog eens versterkt omdat het buurpand als geheel hoger is. Boven de beletage is een verdieping geplaatst met daarboven een veel lagere verdieping. De genoemde daklijst wordt deels onderbroken door een laad- en losluikje voor de zolder. De hijsbalk ligt op de daklijst. Vanaf de gracht gezien lijkt het gebouw recht naar achter te steken; echter de plattegrond laat zien dat het gebouw vermoedelijk gebouwd is vanuit het zuiden; het heeft een plattegrond die parallel loopt met het Molenpad, dat in de kruising met de Prinsengracht een scherpe hoek (minder dan 90 graden) heeft. In 2025 wordt het gebouw gerenoveerd/gerestaureerd.
Het eerstkomende monument ten noorden van huisnummer 657 heeft als adres Prinsengracht 655, ook een rijksmonument. Ten zuiden volgt een oorspronkelijk pakhuiscomplex Prinsengracht 659-661  omgebouwd tot woningen, eveneens rijksmonument. 